# Костин, Иван Михайлович
Костин Иван Михайлович (род. 7 октября 1946, с. Борок Нижнекамского района Татарской АССР) — российский промышленник.
Генеральный директор ОАО «КАМАЗ» с 1997 по 2002 годы.
Генеральный директор ОАО «Мотовилихинские заводы» с 2002 по 2009 годы.
Заслуженный машиностроитель Российской Федерации (1994).

## Биография

### Обучение
Окончил Пермский политехнический институт в 1969 году по специальности «инженер-механик».

### Работа
Трудовую деятельность начал в 1962 году рабочим-электриком. После окончания института проработал от сменного мастера Пермского завода горношахтного оборудования до заместителя генерального директора АО «КамАЗ». В 1996—1997 годах — первый вице-президент АО «КамАЗ». В феврале 1997 года собранием акционеров был избран на должность генерального директора ОАО «КАМАЗ».
В апреле 2002 года был освобожден от этой должности по собственной просьбе и в октябре этого же года возглавил ОАО «Мотовилихинские заводы». В августе 2009 года по состоянию здоровья он подал в отставку и после её принятия остался на должности советника финансовой группы «Русь».

### Семья
Женат, имеет двоих сыновей и дочь.

## Награды
- Орден Почёта (2007)[4],
- Заслуженный машиностроитель Российской Федерации (1994)[5],
- лауреат Государственной премии РФ (2000),
- лауреат премии Правительства РФ (2002).